# Erich Carl Kühr
Erich Carl Kühr (* 13. Mai 1899 in Berlin; † 18. Februar 1951 in Bayerisch Gmain) war ein deutscher Astrologe, Forscher und Schriftsteller.

## Leben
In den 1920/30er Jahren nahm er an Diskussionen über die Grundlagen der Astrologie im Rahmen der Arbeit der Astrologische Zentralstelle, einem Interessenverband praktizierender Astrologen, teil. Dabei stellte Kühr seine Ansichten über die trigonometrischen Berechnungsgrundlagen für astrologische Häusersysteme und Direktionen dar, wobei er konsequent das Direktionssystem des Regiomontanus nach den Anweisungen von Ptolemaeus weiterentwickelte und damit das System der „placidianischen Direktion unter dem Pol des Signifikators“ etablierte.
Er schrieb zahlreiche Artikel in der Astrologie-Zeitschrift „Zenit“ und legte dar, dass bei psychologischer Interpretation eines Horoskops eine gewisse Hierarchie in der Vorgehensweise zu respektieren sei.
Am 9. Juni 1941 wurde er von der Gestapo verhaftet und sein Werk und Forschungsmaterial beschlagnahmt, nachdem im nationalsozialistischen Deutschland in Folge des missglückten Englandfluges von Rudolf Heß 'Geheimlehren und Geheimwissenschaften', u. a. die Astrologie, verboten wurden, da Hess als ihr Anhänger und Förderer galt. Kühr kam nach einem Monat wieder frei, durfte aber seinen Beruf als Astrologe nicht mehr ausüben. Ein verstecktes Manuskript der „psychologischen Horoskopdeutung“ konnte er über den Krieg retten. Nachdem er bei einem Bombenangriff 1945 seinen Besitz verloren hatte, baute er sich eine neue Existenz in Schellenberg bei Berchtesgaden auf und fing wieder an, als Astrologe zu praktizieren.
1923 heiratete er die zwei Jahre ältere Else Amalie Preuschaft (1897–1975), mit der er die Kinder Helga (1924–2003) und Christian (1929–1997) hatte. Das Paar trennte sich während des Zweiten Weltkriegs.
Seine wahre Liebe  galt der Opernsängerin Magda Pfeiffer, mit der er die Tochter Barbara (* 1928) hatte.
Erich Carl Kühr litt an Asthma und Herzschwäche. Vermutlich 1949 erkrankte er an einem schweren Lungenleiden, an dessen Folgen er 1951 verstarb.

## Werke (Auswahl)
- Primär Direktions-Tabellen, Görlitz, 1932
- Aspekt-Analyse, Zeulenroda, 1934
- Wolzogen Kühr: Formeln für Astrologen, Leipzig, 1936
- Psychologische Horoskopdeutung, Band I, Görlitz, 1938
- Psychologische Horoskopdeutung, Band II, Görlitz, 1941
- Du und dein Schicksal im Jahre 1947. Astrologische Voraussagen für Jedermann, Salzburg, 1947
- Systematische Horoskopberechnung, Villach, 1948
- Astrologie? Ein Dialog für Anhänger und Gegner., Wien 1949
- Was steht in den Sternen? Astrologie am Scheideweg, Wien, 1949
- Primär-Direktionen mit MC und Aszendent, Hamburg, 1951
- Dein Sternbild – Dein Charakter – Dein Schicksal, Wien, 1952
- Die geheimen Beziehungen zwischen Wesensanlage und Schicksalsgestaltung

### Aufsätze in Zeitschriften
- Deutungsgesetze von Morin (1-5), Zenit 3.Jhg.1932 / Heft 4–11, 1932, Dr.Korsch Zentralblatt f.astr.Forschung
- Deutungsgesetze nach Morin (6-7), Zenit 4.Jhg.1933 / Heft 3–8, 1933, Dr.Korsch Zentralblatt f.astr.Forschung
- Die Deutung der Direktionen, ar 25.Jhg.1933-34 / Heft 5, 1933, Theosophisches Verlagshaus Leipzig
- Die Deutung der Direktionen (ff.), ar 25.Jhg.1933-34 / Heft 6, 1933, Theosophisches Verlagshaus Leipzig
- Die Direktionen in der Solar-Revolution (nach Morin), Zenit 1.Jhg.1930 / Heft 1, 1930, Dr.Korsch Zentralblatt f.astr.Forschung
- Die Direktionen in der Solar-Revolution (Schluß), Zenit 1.Jhg.1930 / Heft 4, 1930, Dr.Korsch Zentralblatt f.astr.Forschung
- Häuser nach Placidus, Zenit 7.Jhg.1936 / Heft 4/5, 1936, Dr.Korsch Zentralblatt f.astr.Forschung
- Philosophisches Wörterbuch und Astrologie, Zenit 8.Jhg.1937 / Heft 1–2, 1937, Dr.Korsch Zentralblatt f.astr.Forschung

Forschung
- Primäre oder sekundäre Direktionen, Zenit 2.Jhg.1931 / Heft 9, 1931, Dr.Korsch Zentralblatt f.astr.Forschung
- Systematik der Deutung, Vorträge des 11. Astrologen-Kongresses Stettin, 1932, Astrologische Zentralstelle Düsseldorf
- Systematik der Deutung (1-3), Zenit 5.Jhg.1934 / Heft 2–4, 1934, Dr.Korsch Zentralblatt f.astr.Forschung
- Tages-Direktionen, Zenit 6.Jhg.1935 / Heft 11, 1935, Dr.Korsch Zentralblatt f.astr.Forschung
- Tages-Direktionen (ff.), Zenit 6.Jhg.1935 / Heft 12, 1935, Dr.Korsch Zentralblatt f.astr.Forschung